# Harry Westermann

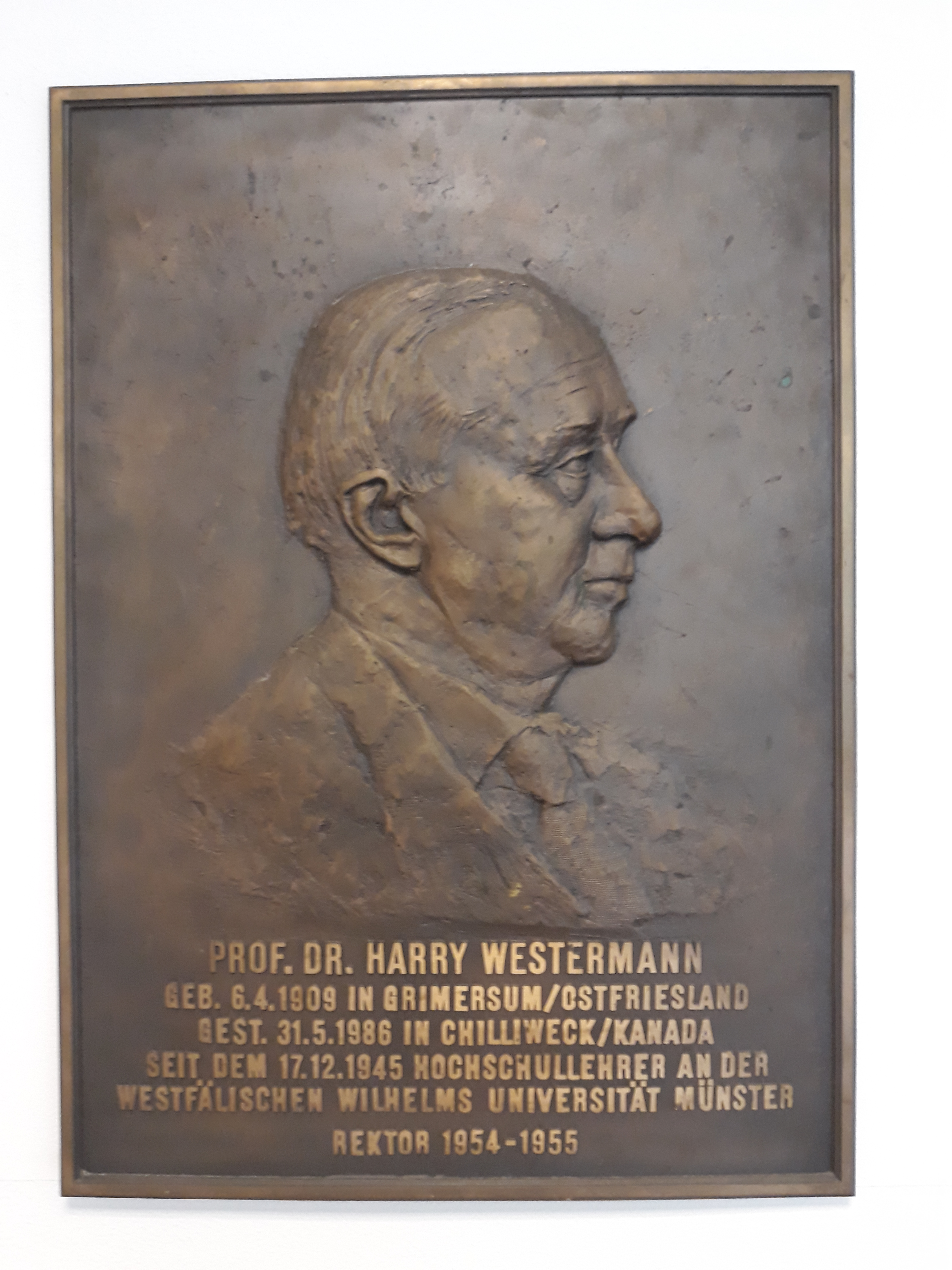
Bronzerelief mit dem Profil Harry Westermanns an der Universität Münster

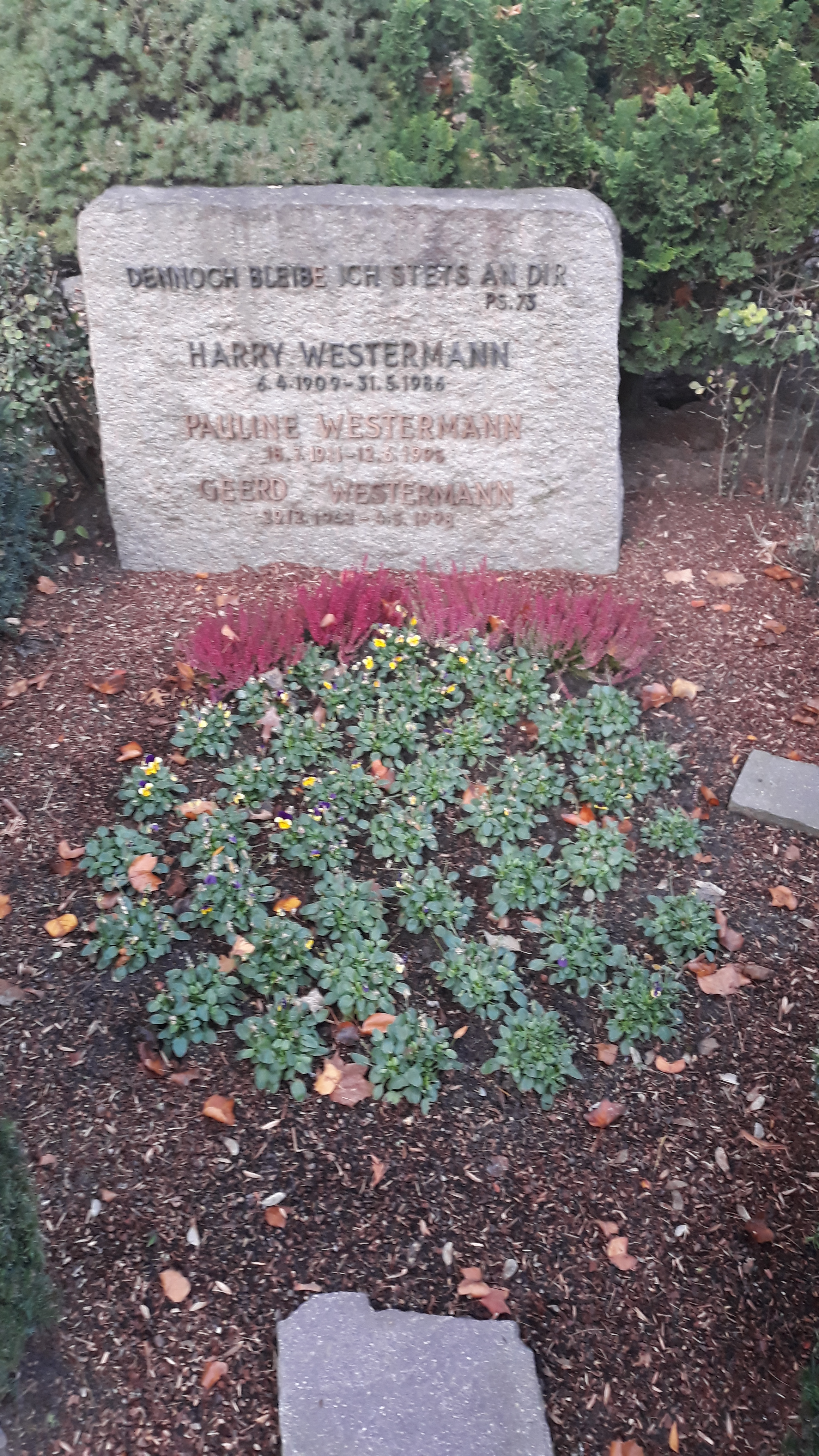
Das Grab von Harry Westermann auf dem Zentralfriedhof Münster

Harry Westermann (* 6. April 1909 in Grimersum/Ostfriesland; † 31. Mai 1986 in Chilliwack/British Columbia/Kanada) war ein deutscher Jurist.

## Leben
Westermann ist Sohn eines reformierten Pfarrers aus Grimersum. Nach dem Studium der Rechtswissenschaften in Freiburg im Breisgau, Wien, wiederum Freiburg und Göttingen absolvierte Westermann die beiden Staatsexamina 1931 und 1935. Er war Mitglied der Studentenverbindung AV Albingia-Schwarzwald-Zaringia Freiburg. Die Promotion erfolgte 1932. In Göttingen betrieb er als Anwaltsassessor nach der Promotion von 1935 bis 1938 ein Privatrepetitorium für Examenskandidaten. 1938 folgte Westermann Wilhelm Saure als Mitarbeiter nach Prag an die deutsche Karl-Ferdinands-Universität, von wo aus er sich 1940 an seiner Heimatuniversität habilitierte. Anschließend lehrte er von 1940 bis 1942 als Dozent, danach bis 1945 als außerplanmäßiger Professor an der von der deutschen Besatzungsmacht eingerichteten deutschsprachigen Reichsuniversität Prag im Reichsprotektorat Böhmen und Mähren, die tschechische Karls-Universität war geschlossen worden. Über Westermanns Entnazifizierung ist nichts bekannt.
Nach dem Zweiten Weltkrieg wurde Westermann zum ordentlichen Professor an die Westfälische Wilhelms-Universität in Münster berufen, der er zeit seines Lebens treu blieb. In den Aufbaujahren 1952/53 war er Dekan der Fakultät und von 1953 bis 1954 Rektor der Universität. Er war Gründer und Mitdirektor verschiedener interdisziplinär ausgerichteter Forschungsinstitute, so des Instituts für Berg- und Energierecht, des Instituts für Genossenschaftswesen und des Zentralinstituts für Raumplanung. Er starb während einer Reise durch Kanada.
Die wissenschaftliche Arbeit Westermanns umfasst weite Bereiche des Zivil- und Wirtschaftsrechts mit den Schwerpunkten Sachenrecht, Genossenschafts- und Gesellschaftsrecht und Berg- und Energierecht. Er hat mehrere Bundesregierungen auf dem Gebiet des Gesellschaftsrechts beraten. Der nach seinem Tode begründete Harry-Westermann-Preis ist zur Förderung des wissenschaftlichen Nachwuchses der Rechtswissenschaftlichen Fakultät der Universität Münster errichtet worden. Er wird seit 1990 für hervorragende Arbeiten verliehen, die zur Veröffentlichung bestimmt sind. Der Preis dient dem Zweck, die von den Preisträgern getätigten Forschungsaufwendungen abzugelten.
Sein Sohn Harm Peter Westermann (* 1938) war bis zu seiner Emeritierung Inhaber eines Lehrstuhls für Bürgerliches Recht und Wirtschaftsrecht an der Universität Tübingen.